# Шолудько Володимир Борисович
Володимир Борисович Шолудько (16 жовтня 1955, с. Здовбиця, Здолбунівський район, Ровенська область) — скульптор, заслужений діяч мистецтв України, Народний художник України (2018), член Національної спілки художників України.

## Життєпис
Закінчив Вижницький коледж прикладного мистецтва, вчителі В. Жаворонков. Е. Жуковський. С. Верхола, А. Талаєвич; Київський державний художній інститут (тепер — Національна академія образотворчого мистецтва та архітектури) факультет скульптури, майстерня В. З. Бородая (1989), викладачі професори: В. Сухенко, І. Макогон, В. Борисенко, В. Швецов, академік В. Бородай.
Працює в галузі станкової та монументальної скульптури в національно-патріотичній та історичній тематиці.
Твори знаходяться в приватних колекціях та за кордоном. Учасник всеукраїнських виставок та конкурсів. Лауреат конкурсів на пам'ятник «Борцям за волю та незалежність України» м. Дубно; «Козацької Слави» м. Черкаси; Уласу Самчуку м. Рівне; «Загиблим журналістам» м. Київ. Нагороджений орденом Святого Володимира III ступеня, за створення скульптурної композиції Святителю Димитрію Ростовському. Автор понад 10 пам'ятників та пам'ятних знаків в Україні.